# Europäischer Filmpreis/Bester Animationsfilm
Europäischer Filmpreis: Bester Animationsfilm (European Film Academy Animated Feature Film)
Am 23. September 2009 gab die EFA bekannt, dass 2009 erstmals eine Auszeichnung für den besten europäischen Animationsfilm vergeben wird. Die drei nominierten Spielfilme wurden von einem Expertenkomitee ausgewählt. Den Sieger kürten die 2000 Mitglieder der EFA.

## 2000er Jahre
2009
Mia et le Migou – Regie: Jacques-Rémy Girerd (Frankreich, Italien)
- Das Geheimnis von Kells (The Secret of Kells) – Regie: Tomm Moore und Nora Twomey (Koregie) (Frankreich, Irland, Belgien)
- Niko – Ein Rentier hebt ab (Niko – Lentäjän poika) – Regie: Michael Hegner und Kari Juusonen (Finnland, Deutschland, Dänemark, Irland)

## 2010er Jahre
2010
Der Illusionist (L’Illusionniste) – Regie: Sylvain Chomet (Frankreich, Vereinigtes Königreich)
- Planet 51 – Regie: Jorge Blanco (Spanien, Vereinigtes Königreich)
- Sammys Abenteuer – Die Suche nach der geheimen Passage (Sammy’s avonturen: De geheime doorgang) – Regie: Ben Stassen (Belgien)

2011
Chico & Rita – Regie: Tono Errando, Javier Mariscal und Fernando Trueba (Spanien, Isle of Man)
- Die Katze des Rabbiners (Le chat du rabbin) – Regie: Antoine Delesvaux und Joann Sfar (Frankreich)
- Die Katze von Paris (Une vie de chat) – Regie: Jean-Loup Felicioli und Alain Gagnol (Frankreich, Belgien)

2012
Alois Nebel – Regie: Tomáš Luňák (Tschechische Republik, Deutschland, Slowakei)
- Arrugas – Regie: Ignacio Ferreras (Spanien)
- Die Piraten! – Ein Haufen merkwürdiger Typen (The Pirates! – In an Adventure with Scientists) – Regie: Peter Lord (Großbritannien, Vereinigte Staaten)

2013
The Congress – Regie: Ari Folman (Israel, Deutschland, Polen, Luxemburg, Frankreich, Belgien)
- Jasmine – Regie: Alain Ughetto
- Pinocchio – Regie: Enzo D’Alò

2014
L’arte della felicità – Regie: Alessandro Rak (Italien)
- Jack und das Kuckucksuhrherz (Jack et la mécanique du cœur) – Regie: Mathias Malzieu und Stéphane Berla (Frankreich, Belgien)
- Die Winzlinge - Operation Zuckerdose (Minuscule – La vallée des fourmis perdues) – Regie: Thomas Szabo und Hélène Giraud (Frankreich, Belgien)

2015
Die Melodie des Meeres (Song of the Sea) – Regie: Tomm Moore (Irland, Belgien, Dänemark, Frankreich, Luxemburg)
- Adama – Regie: Simon Rouby (Frankreich)
- Shaun das Schaf – Der Film (Shaun the Sheep Movie) – Regie: Mark Burton und Richard Starzak (Vereinigtes Königreich, Frankreich)

2016
Mein Leben als Zucchini (Ma vie de courgette) – Regie: Claude Barras (Schweiz, Frankreich)
- Pisconautas (Psiconautas, los niños olvidados) – Regie: Alberto Vázquez (Spanien)
- Die rote Schildkröte (La tortue rouge) – Regie: Michael Dudok de Wit (Frankreich, Belgien)

2017
Loving Vincent – Regie: Dorota Kobiela und Hugh Welchman (Polen, Vereinigtes Königreich)
- Ethel & Ernest – Regie: Roger Mainwood (Vereinigtes Königreich, Luxemburg)
- Louise en hiver – Regie: Jean-François Laguionie (Frankreich, Kanada)
- Zombillénium – Regie: Arthur de Pins und Alexis Ducord (Frankreich, Belgien)

2018
Another Day of Life – Regie: Raul de la Fuente und Damian Nenow (Polen, Spanien, Belgien, Deutschland, Ungarn)
- Die Abenteuer von Wolfsblut (Croc-Blanc) – Regie: Alexandre Espigares (Frankreich, Luxemburg)
- Der Brotverdiener (The Breadwinner) – Regie: Nora Twomey (Irland, Kanada, Luxemburg)
- Early Man – Steinzeit bereit (Early Man) – Regie: Nick Park (Vereinigtes Königreich)

2019
Buñuel im Labyrinth der Schildkröten (Buñuel en el laberinto de las tortugas) – Regie: Salvador Simó (Spanien, Niederlande)
- Ich habe meinen Körper verloren (J’ai perdu mon corps) – Regie: Jérémy Clapin (Frankreich)
- Die fabelhafte Reise der Marona (L’extraordinaire voyage de Marona) – Regie: Anca Damian (Frankreich, Rumänien, Belgien)
- The Swallows of Kabul (Les hirondelles de Kaboul) – Regie: Zabou Breitman und Éléa Gobbé-Mévellec (Frankreich, Luxemburg, Schweiz)

## 2020er Jahre
2020
Josep – Regie: Aurel (Aurélien Froment) (Frankreich, Belgien, Spanien)
- Calamity – Martha Jane Cannarys Kindheit – Regie: Rémy Chayé (Frankreich, Dänemark)
- Klaus – Regie: Sergio Pablos (Spanien)
- The Nose or Conspiracy of Mavericks – Regie: Andrei Chrschanowski (Russland)

2021
Flee – Regie: Jonas Poher Rasmussen (Dänemark, Schweden, Frankreich, Norwegen)
- The Ape Star (Apstjärnan) – Regie: Linda Hambäck (Schweden, Norwegen, Dänemark)
- Im Himmel ist auch Platz für Mäuse (Myši patří do nebe) – Regie: Denisa Grimmová, Jan Bubenícek (Tschechien, Frankreich, Polen, Slowakei)
- Wo ist Anne Frank (Where Is Anne Frank) – Regie: Ari Folman (Belgien, Luxemburg, Israel, Niederlande, Frankreich)
- Wolfwalkers – Regie: Tomm Moore, Ross Stewart (Irland, Luxemburg, Frankreich)

2022
Interdit aux chiens et aux Italiens – Regie: Alain Ughetto
- Knor – Regie: Mascha Halberstad
- My Love Affair with Marriage – Regie: Signe Baumane
- Le petit Nicolas – Qu’est-ce qu’on attend pour être heureux – Regie: Amandine Fredon, Benjamin Massoubre
- Les voisins de mes voisins sont mes voisins – Regie: Anne-Laure Daffis, Léo Marchand

2023
Robot Dreams – Regie: Pablo Berger
- Marys magische Reise (A Greyhound of a Girl) – Regie: Enzo D’Alò
- Linda will Hühnchen! (Linda veut du poulet!) – Regie: Chiara Malta und Sébastien Laudenbach
- Maurice der Kater (The Amazing Maurice) – Regie: Toby Genkel
- Műanyag égbolt – Regie: Tibor Bánóczki und Sarolta Szabó

2024
Flow  – Regie: Gints Zilbalodis
- Living Large – Regie: Kristina Dufková
- Sauvages  – Regie: Claude Barras
- Sultanas Traum (Sultana's Dream) – Regie: Isabel Herguera
- They Shot the Piano Player  Regie: Javier Mariscal,  Fernando Trueba